# Красноярский завод телевизоров
Красноярский завод телевизоров (в 1952—1966 годах — Красноярский радиозавод, в 1993—2003 годах — ОАО «Искра») — бывшее предприятие радиоэлектроники в городе Красноярске, прекратившее производственную деятельность.

## История
В августе 1941 года на базе эвакуированных из Ленинграда радиозаводов и одного из научно-исследовательских институтов в городе Красноярске был основан радиотехнический завод. Завод стал основной базой для развития в городе радиотехнической промышленности.
После окончания Великой Отечественной войны правительство приняло энергичные меры для восстановления наиболее пострадавших в годы войны городов и сёл. 18 марта 1946 года Верховный Совет СССР принял «Закон о пятилетнем плане восстановления и развития народного хозяйства СССР на 1946—1950 годы». Учитывая близость Транссибирской железнодорожной магистрали, возможность набора рабочих, местные сырьевые ресурсы, а также наличие родственных предприятий для возможного с ними кооперирования, Министерство промышленности средств связи предложило начать строительство одного из радиотехнических заводов в городе Красноярске.
В 1947 году решением Красноярского городского исполнительного комитета для строительства завода был отведён земельный участок в северо-западной части города за Алексеевской слободой. Ленинградский и Московский государственные строительно-проектные институты разработали проект, а сбор исходных данных по строительству радиозавода и их согласование с Красноярским горисполкомом осуществляло городское управление капитального строительства (УКС). Эти работы УКСом были выполнены в течение 1947—1949 годов.
Первоначальным проектом предусматривалось производство на заводе коротковолновых радиопередатчиков, смонтированных на автошасси. Впоследствии же в проект были внесены существенные изменения, которыми предусматривалось изготовление радиотехнической аппаратуры, керамических изделий и телевизионных приёмников.
Начало строительства завода было отнесено к весне 1948 года. В основном велись земляные работы, но 1 июля они были приостановлены из-за отсутствия средств. Лишь с выходом постановления Совета Министров СССР от 6 февраля 1949 года строительные работы на объекте возобновились. Первоначальными сдаточными объектами были котельная, деревоотделочный цех, монтажно-комплектовочный корпус (позднее цех сборки телевизоров), гараж-стоянка для автотранспорта и склад. Параллельно велось сооружение подъездных путей от железнодорожной станции Бугач до будущего завода. От городской электростанции на протяжении нескольких километров производилась укладка электрического кабеля. Закладывался коллектор водоканализации, прокладывались трубы городского водопровода, связисты тянули телефонную линию.
Дата 1 сентября 1952 года считается днём, когда завод начал функционировать самостоятельно. На 1 января 1953 года численность производственно-промышленного персонала на заводе фактически составляла: рабочих — 45 человек, учеников — 5, инженерно-технических работников — 24, служащих — 9, младшего обслуживающего персонала — 1. Весь персонал молодого предприятия составлял 102 человека.
С 1954 года на заводе начался серийный выпуск коротковолновых радиопередатчиков «Град» мощностью 5 кВт. Далее было освоено производство радиопередатчиков магистральной гражданской и военной связи мощностью от 1 до 100 кВт. Параллельно шло освоение производства изделий специальной связи: от батальонной связи до приёмо-передающих станций генерального штаба.
В начале 1955 года дирекция радиозавода получила приказ Министерства о подготовке производства к выпуску телевизионных приёмников. Так организуется цех сборки телевизоров. К 1 мая 1956 года молодой коллектив цеха произвёл 100 телевизоров «Авангард». Телевизионный приёмник «Авангард» выпускался до 1958 года. За период с 1956 по 1958 год было произведено 77 513 телевизоров. Освоение своих, сибирских, телевизоров на Красноярском заводе заняло не более двух лет. Телевизоры с маркой Красноярского завода пользовались спросом в Москве и Ленинграде, Севастополе и Омске, Ереване и Харькове.
В 1958 году вместо выпускаемого «Авангард-55» завод должен был освоить выпуск нового телевизора «Енисей». Новая конструкция телевизора была почти в два раза облегчена по весу, размер экрана увеличился до 35 сантиметров по диагонали, значительно сократились размеры приёмника, изображение стало более устойчивым.
Внедрение новых технологических процессов на основе механизации и автоматизации способствовало быстрейшей разработке и внедрению модернизированного приёмника «Енисей-2». К концу 1960 года эта модель по надёжности работы среди других телевизионных приёмников, выпускаемых родственными предприятиями СССР, вышла на первое место.
В 1962 году коллектив завода переходит к запуску в серийное производство телевизора «Енисей-3». В 1962 году телевизоров этой модели было произведено 132 405 штук, в 1963 году — 145 014. В 1964 году выпуск телевизора «Енисей-3» был прекращён. Всего за 9 лет, с 1956 по 1964 год, телевизоров всех модификаций было выпущено заводом 961 546 штук.
В начале 1963 года Красноярский завод телевизоров планировал освоить и выпустить новую, унифицированную модель телевизионного приёмника, названного «Рассветом». К концу 1964 года коллектив телевизионной лаборатории изготовил 30 опытных телевизоров «Рассвет». Первые 100 телевизионных приёмников «Рассвет», собранных в ноябре 1964 года, были отданы лучшим работникам сборочного цеха на опытную эксплуатацию. С декабря коллектив завода приступил к серийному выпуску телевизора «Рассвет». В 1965 году с главного конвейера сошёл миллионный телевизор.
К концу 1960-х годов завод стал одним их крупнейших предприятий в системе Министерства промышленности средств связи СССР, в 1970-е годы на заводе работало свыше 12-ти тысяч человек. Ряд цехов и подразделений работали круглосуточно в три смены.
25 июля 1986 года был открыт филиал СПТУ №9 на базе завода телевизоров. В филиале была организована подготовка групп учащихся на базе неполной средней школы по специальности «монтажник радиоаппаратуры и приборов», на базе среднего образования – по специальностям «монтажник радиоаппаратуры и приборов», «повар».

### Закрытие
В 1991 году с распадом Советского союза разрушились межпроизводственные связи, часть заводов-смежников некогда единого государства оказались в разных государствах, пагубные процессы начались и в вооружённых силах, что повлекло сокращение государственных заказов, прекращение финансирования и, как следствие, сокращение на заводе трудовой недели, месяцами не выдавалась заработная плата рабочим. Производственное объединение «Искра» де-факто распалось на ранее образующие его предприятия — каждое боролось за выживание самостоятельно.
26 августа 1993 года Красноярский завод телевизоров был приватизирован и стал именоваться открытым акционерным обществом «Искра». Как и многие Красноярские предприятия, ОАО «Искра» в ходе реформ 90-х не избежало банкротства и тысячи высококвалифицированных сотрудников были уволены.
В 1999 году было введено внешнее управление. Арбитражным управляющим Красноярского завода телевизоров был назначен Григорий Славкин. К этому времени предприятие было уже парализовано, производство практически остановилось, госзаказов не было. Команда внешних управляющих в течение очень короткого времени, за два-три года, распродала практически всё оборудование завода, парк измерительных приборов и большинство производственных помещений.
Официально предприятие было ликвидировано в 2003 году.

### Современное состояние
Оставшееся оборудование (в том числе и уникальное) было украдено, а оставшиеся площади стали сдавать в аренду различным коммерческим фирмам. История советской радиоэлектроники на Красноярском заводе телевизоров, с его приватизацией, закончилась. Завод перестал существовать, заводская площадка превратилась в то, что сегодня известно как «Торговый комплекс на Свободном».